# Digonis
Digonis is een geslacht van vlinders van de familie van de spanners (Geometridae), uit de onderfamilie Ennominae.

## Soorten
- D. alba Butler, 1882
- D. aspersa Butler, 1882
- D. cervinaria Blanchard, 1852
- D. cuprea Butler, 1882
- D. punctifera Butler, 1882